# Éleuthère Irénée du Pont de Nemours
Pour les articles homonymes, voir Du Pont (homonymie), Nemours (homonymie) et Famille Dupont de Nemours.
Éleuthère Irénée du Pont de Nemours, né Éleuthère Irénée du Pont à Paris le 24 juin 1771 et mort à Philadelphie (Pennsylvanie) le 31 octobre 1834, est un chimiste et industriel français, naturalisé américain après son départ de France. Il étudie la fabrication de la poudre à canon avec Lavoisier.
Il se distingue notamment pendant la Révolution française lorsque, pendant la journée du 10 août 1792, il défend Louis XVI et Marie-Antoinette avec son père Pierre Samuel du Pont de Nemours contre la foule insurgée. Après avoir frôlé l'exécution pendant la Terreur, ils quittent la  France pour les États-Unis en 1800. Il y fonde l’entreprise DuPont, aujourd'hui un très grand groupe de chimie.

## Biographie

### Période révolutionnaire
Il fonde une imprimerie et le 13 septembre 1792, Pierre Didot est chargé par l'Assemblée nationale législative de lui confier le contrat d'impression des assignats. En novembre 1792, il fonde le périodique Le Républicain universel, qui deviendra Le Républicain français. En mai 1793, il travaille pour Lavoisier et son Académie des sciences.

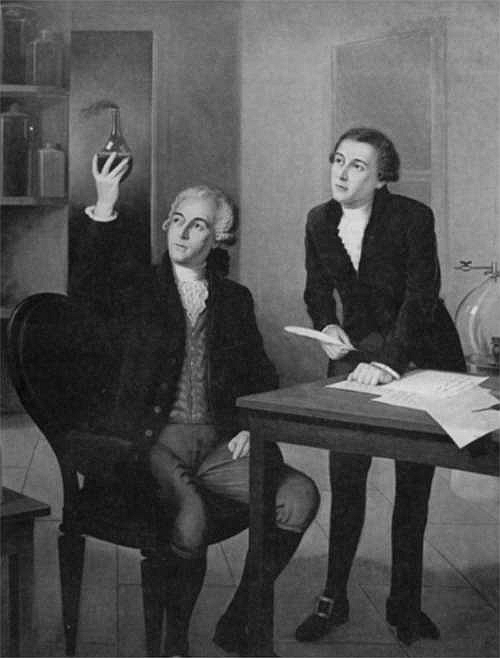
Éleuthère Irénée du Pont (1771–1834) et Antoine Laurent de Lavoisier (1743–1794) travaillant en laboratoire.

Après le coup d'État du 9 thermidor an II, il devint l'associé d'Étienne Mejan, dans la rédaction de L'Historien.

### Période américaine
Son père crée une compagnie pour acheter une énorme concession territoriale dans l'ouest de la Virginie et le Kentucky, du même type que celle d'Asylum, colonie agricole fondée en 1793 dans l'est de la Pennsylvanie par des réfugiés français de Saint-Domingue en Amérique. Ils s'adressent à des investisseurs parisiens, mais n'arrivent à en vendre qu'un dixième, car les prix sont plus élevés que promis. Il arrive début 1800 à Rhode Island, avec son frère Victor, son père et dix autres associés de la compagnie. Ils s'installeront finalement à Wilmington avec leur ami le colonel Toussard.

#### Du Pont de Nemours and Company
Parti chasser avec le colonel Toussard, il découvre que la poudre est de très mauvaise qualité, ce qui lui donne l'idée d'en produire. Il repart à Paris acheter une machine pour en fabriquer et fonde le 21 avril 1801 la maison de commerce Du Pont de Nemours, Père et Fils et Cie avec des bureaux à New York, et douze actions de 2 000 dollars chacune, qui est en fait une poudrerie près de Wilmington (Delaware), et plus tard au capital de 36 000 dollars répartis en 18 parts, à l'origine de la firme E.I. du Pont de Nemours and Company, aujourd'hui DuPont.
L'entreprise est cofondée par un des réfugiés français de Saint-Domingue en Amérique, Pierre de Bauduy de Bellevue (1769-1833) sur sa propriété d'Eden Park à Wilmington, rachetée au financier Robert Morris. Bauduy est un ami proche de son frère Victor du Pont de Nemours, installé aussi à Wilmington, comme 30 à 40 familles françaises dont celle d'Alexandre de Bauduy de Bellevue, capitaine de l'armée française, qui combat avec les Anglais la révolte de Toussaint Louverture.
En attendant, la société commence à élever des moutons de laine mérinos aux États-Unis. Le bélier espagnol importé en 1801 a servi alors pour féconder des brebis et la laine cultivée à Wilmington s'est améliorée.
Fin 1801, lors des préparatifs de l'expédition de Saint-Domingue lancée en juin 1802, la société s'organise pour fournir les troupes françaises, mais le consul de France à Washington, Louis-André Pichon lui demande que les actifs soient transférés à la branche française, détenue par le père à Paris, et dont la filiale américaine est dissoute. Mais une nouvelle société est créée par son frère Victor du Pont de Nemours, émigré aux États-Unis, qui est un ami proche de Pierre de Bauduy de Bellevue. Pour sécuriser ce gros contrat, ils comptent alors sur le frère de Pierre de Bauduy, Alexandre de Bauduy de Bellevue, capitaine dans l'armée de Leclerc, après avoir combattu en 1797 aux côtés des Anglais contre Toussaint Louverture. Le contrat d'approvisionnement de l'armée française en vêtements de laine pour 100 000 dollars, alors qu'il était d'abord question de 25 000 dollars, fait état de commissions versées à un certain « Livingston » à hauteur de 50 000 dollars. Le contrat sera finalement conclu avec les fils, mais Bonaparte, furieux de l'échec ne paiera pas la dette, obligeant Éleuthère Irénée à effectuer plusieurs années de poursuites judiciaires contre la France pour tenter d'obtenir une régularisation, la vente de la Louisiane ayant apporté 60 millions de francs.
En décembre 1801, il visite plusieurs sites sans succès et tente de racheter le moulin à poudre de William Lane et Stephen
Decatur, à Frankford, en Pennsylvanie, mais essuie un refus. Dans une lettre du 2 janvier 1802, il se plaint qu'Alexandre et Pierre de Bauduy aient été absents lorsqu'il leur a rendu visite à Wilmington, car ils sont partis à Saint-Domingue.
Au même moment, le président américain Thomas Jefferson charge son père de prendre en main les négociations sur la vente de la Louisiane et ce dernier repart à Paris.
Les négociations se poursuivent pour acheter des terres le long de la rivière Brandywine, à quelques kilomètres de Wilmington, à un propriétaire d'une usine de coton, qui en demande plus cher que prévu. Le 21 juin 1802, l'opération est conclue par le biais de Guillaume François de Hamon, Marquis de Vanjoueux, (1753-1816), qui a épousé une des sœurs de Pierre de Bauduy de Bellevue.
Le 25 juin 1802, Guillaume François de Hamon et Éleuthère Irénée du Pont de Nemours échangent des courriers sur l'entreprise qu'ils vont fonder : le contrat signé court sur une durée de dix ans que Pierre de Bauduy pourra réduire à cinq, avec droit de préemption sur les autres actions et la possibilité de se rendre à Saint-Domingue, où il se trouve, tous les ans pendant les cinq premiers mois de l'année. Wilmington compte alors 30 à 40 familles françaises.
Le 25 août 1802, Guillaume François de Hamon et Éleuthère Irénée du Pont de Nemours signent un accord sur la constitution et la gestion de la société, qu'ils vont partager pendant treize ans au fil de relations tumultueuses. En septembre 1802, Pierre de Bauduy de Bellevue rachète 2 des 18 actions de la société, alors que l'expédition de Saint-Domingue est confrontée à une épidémie de fièvre jaune. Leclerc y succombe à son tour, le 1er novembre 1802.
Le 28 octobre 1802, il devient correspondant étranger de la Société d’Agriculture et des Arts du Département de Seine-et-Oise (Versailles), puis en juillet 1803 s'adresse au nouveau président américain Thomas Jefferson, pour demander des contrats de l'armée américaine, car l'expédition de Saint-Domingue est en cours d'anéantissement : le 18 novembre 1803, près du Cap-Français, les Français sont vaincus à la bataille de Vertières par le général insurgé Dessalines.
Le 3 novembre 1803, il se fait naturaliser américain.
Les premières ventes de poudre n'ont lieu que le 16 mai 1804. Thomas Jefferson lui confirme dans une lettre du 23 novembre que l'armée et la marine américaine utiliseront sa poudre. Un brevet sur la machine est déposé le 27 novembre. Quelques jours après et en juillet 1806, il visite une usine pour trouver un lieu où installer la production.
Plusieurs lettres font état du « rafraîchissement » des relations entre les associés. De Bauduy se retire de la société en décembre 1814, vend ses parts le 18 février 1815 à Du Pont et part fonder une sucrerie à Cuba, dans la province de Matanzas.
Éleuthère Irénée du Pont de Nemours a aussi été l'un des directeurs, début 1803, de la Banque territoriale, qui prête aux colons se lançant vers l'ouest, en échange d'hypothèques sur leurs terres, mais qui fit faillite rapidement car les émissions d'obligations qu'elle réalisait furent jugées illégales.

## Descendance et influence
Éleuthère Irénée du Pont de Nemours est à l'origine d'une grande famille protestante américaine dont on comptait 705 descendants directs en 1942. En 2009, il y a plus de 2 000 descendants. La famille du Pont a eu tout au cours des XIXe et XXe siècles une influence considérable sur la vie politique américaine. Son fils Alfred Victor du Pont lui succède.